# 詹姆士·貝爾三世
詹姆士·“吉姆”F·貝爾三世（英語：James "Jim" F. Bell III，1965年7月23日—），美国天文学家，亞利桑那州立大學的天文學教授，主要研究是以望遠鏡和多個太空探測器資料研究太空地质学、地球化学和矿物学。貝爾在NASA的火星探路者、會合-舒梅克號、彗核探測計畫、2001火星奧德賽號、火星侦察轨道器、月球勘测轨道飞行器、火星科学实验室等任務中相當活躍。他的書《Postcards from Mars》中有許多由火星車拍攝的照片。近年貝爾擔任行星科學期刊《伊卡洛斯》的編輯和行星學會的會長。他並且在精神號和機會號火星車的全景攝影機彩色攝影系統擔任領導人員。

## 教育經歷
貝爾在1987年獲得加州理工學院行星科學與航空工程學士學位。並於1989年和1992年在夏威夷大学马诺阿分校獲得地質與地球物理碩士和行星科學博士學位。

## 研究
貝爾是一位相當活躍的行星科學家，並且參與許多NASA的無人太空探測任務。他已經發表了超過30篇第一作者和140篇共同作者的期刊論文，以及超過400篇研討會論文和其摘要。貝爾也寫了數本關於火星和月球的書。他也相當活躍於對社會大眾介紹和教育太空探索的相關知識。貝爾同時也在天文類等科學雜誌上發表多篇文章，並在一些電視節目上出現。他目前任教於亞利桑那州立大學 、並且是康乃爾大學的兼任教授。

## 榮譽與獎項
貝爾獲得了一定數量的獎項。最近獲得的獎項是於2011年獲得美國天文學會行星科學部授予的卡爾·薩根獎章，表彰他對行星科學向大眾推廣的貢獻。貝爾也因為他在火星探测漫游者計畫的第三次和第四次延伸任務，以及凤凰号火星探测器團隊的表現而獲得美國國家航空暨太空總署團體成就獎。2007年貝爾成為美國國家科學院卡夫利研究員。1996年小行星8146以他的名字命名。

## 代表性著作
Asteroid Rendezvous: NEAR Shoemaker's Adventures at Eros ISBN 0521813603 (co-editor, 2002)

Postcards from Mars: The First Photographer on the Red Planet ISBN 9780525949855 (2006)

Mars 3-D: A Rover's-Eye View of the Red Planet ISBN 9781402756207 (2008)

The Martian Surface: Composition, Mineralogy and Physical Properties ISBN 9780521866989 (editor, 2008)

Moon 3-D: The Lunar Surface Comes to Life ISBN 9781402765513 (2009)

## 外部連結
- ASU School of Earth and Space Exploration （页面存档备份，存于）
- Jim Bell's Personal Web Page （页面存档备份，存于）
- Jim Bell's Profile in ASU's School of Earth and Space Exploration Directory （页面存档备份，存于）
- Jim Bell's Penguin Speaker's Bureau page